# Vía Pontica
La Vía Pontica era una antigua calzada romana en Tracia a lo largo del mar Negro, comenzando desde Bizancio y pasando por Deultum (hoy Debelt), Aquae Calidae (hoy un vecindario periférico de Burgas), Apolonia, Mesembria, Odeso, Bizone y Kaliakra (actualmente en Bulgaria); y luego a través de Calatis, Tomis e Istros (en la actual Rumania).
Probablemente fue construida por el emperador Trajano después de 105 d. C. para comunicar la provincia de Panonia con el mar Negro.

## Descripción
La Vía Pontica partía de la capital Bizancio y atravesaba las siguientes ciudades costeras:
- (en la actual Bulgaria):
  - Deultum (actual Debelt)
  - Aquae Calidae (actual Burgas)[3]
  - Apollonia Pontica (actual Sozopol)[4]
  - Anchialos (actual Pomorie)
  - Mesembria (actual Nesebăr)
  - Odessos (actual Varna)
  - Urbano (actual Kavarna)
  - Trissa (actual capo Kaliakra)
- (en la actual Rumania):
  - Callatis (actual Mangalia)
  - Tomis (actual Constanza)
  - Troesmis (actual Balta Iglita), para finalmente llegar a
  - Histria

Desde Troesmis, la Vía Pontica, manteniendo el mismo nombre, se dirigía hacia el interior y continuaba por Dacia pasando por las siguientes ciudades:
- Piroboridava[7]
- Stent capitular[8]
- Apulum
- Partiscum (en Hungría)
- Lugio (actual Dunaszekcső, en el Danubio al sur de Budapest)

## Ruta de migración de aves
En la actualidad el nombre de Vía Pontica es asignado a la segunda ruta de migración de aves más grande de Europa, a través de la parte occidental de la Región biogeográfica del Mar Negro. Las aves migratorias usan los lagos costeros, pantanos y lagunas detrás de la costa, y algunos pasan el invierno en estos humedales. El Delta del Danubio es el más conocido de los humedales.

## Proyecto de arqueología en Bulgaria
En 2010, Bozhidar Dimitrov, director del Museo Histórico Nacional, y Simeon Djankov, vice primer ministro, iniciaron el proyecto Vía Pontica de restauración de veinte fortificaciones antiguas a lo largo de la costa del Mar Negro. Estas comienzan desde el punto más meridional de Rezovo y abarcan toda la costa búlgara hasta Kaliakra. Como resultado de este trabajo, se han descubierto varios sitios arqueológicos nuevos, incluida la fortificación de Akra, cerca de Apolonia, Tracia, ahora Sozopol.